# Эпицентр
Эпице́нтр (от греч. ἐπι «над-, при-» + лат. centrum «центр») — перпендикулярная проекция центральной точки очага взрыва или землетрясения на поверхность Земли (сравните гипоцентр). Событие может быть подземным или подводным.
Для определения местоположения эпицентра (эпицентральной области) используют записи сейсмических станций.
Карты эпицентров с указанием магнитуды землетрясений используются в сейсмическом районировании.
Удар в эпицентре направлен снизу вверх и обычно является наиболее сильным, но наибольшие разрушения необязательно наблюдаются в эпицентре; чаще всего они происходят на некотором расстоянии от эпицентра, в зоне имеющей форму окружности, куда сейсмическая волна приходит под углом, наиболее неблагоприятным для многоэтажных зданий.
В СМИ часто путают понятие эпицентра с понятием гипоцентра, в частности в сообщениях типа «эпицентр землетрясения находился на глубине 2 км» имеется в виду именно гипоцентр.
Эпицентром также называют место наиболее сильного проявления чего-либо. Ранее такое значение помечалось толковыми словарями как переносное, но в издании Большого толкового словаря под редакцией С. А. Кузнецова от 2014 года такой пометы нет.